# ديزني طرزان (لعبة فيديو)
طرزان ديزني (بالإنجليزية:Disney's Tarzan) لعبة فيديو مغامرات صدرت عام 1999 وهي من إنتاج شركة يوروكوم ونشر شركة سوني كمبيوتر إنترتينمنت للبلاي ستيشن وبطل اللعبة هو طرزان .